# Al-Khor
Al-Khor (en arabe : الخور) est une ville côtière dans le nord du Qatar, située à 50 kilomètres au nord de la capitale, Doha.
 
Le nom de la ville signifie ruisseau en arabe et désigne le cours d'eau salée coulant à proximité de la ville.
 
Al-Khor est le foyer de nombreux employés de l'industrie pétrolière qatarienne dont les champs de pétrole et de gaz naturel du nord sont situés non loin de là, et en raison de la proximité de la ville industrielle de Ras Laffan.
La ville possède un club de football, l'Al-Khor Sports Club.

## Géographie

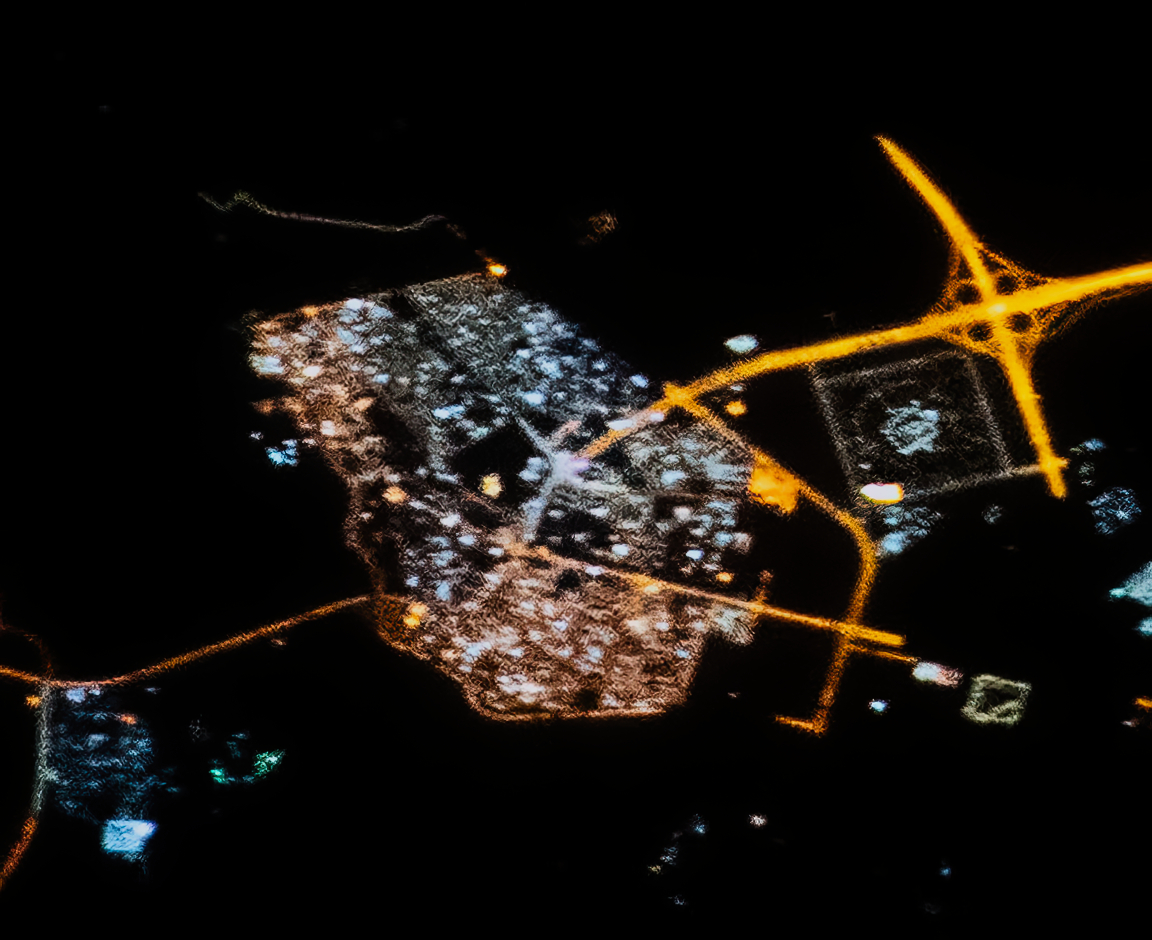
Image de nuit de Al Khor prise en 2020.

Al-Khor est situé à 57 km au Nord de la capitale du Qatar, Doha.

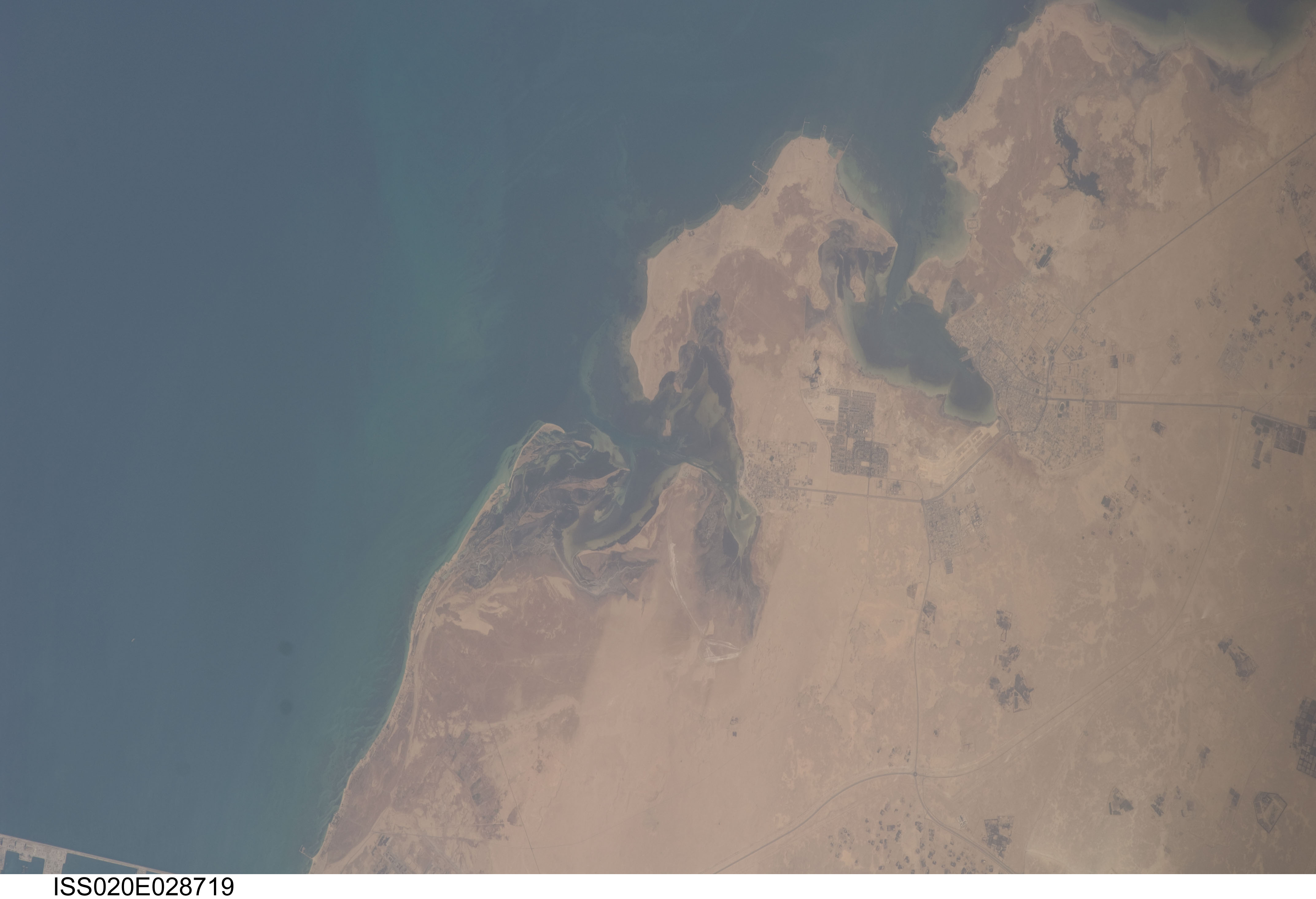
Photo satellite de Al-Khor en 2009.

## Culture locale et patrimoine
Al-Khor abrite les plus grands enclos pour pandas du monde, qui accueillent deux pandas offerts au Qatar par la Chine en octobre 2022, le mâle Suhail et la femelle Soraya. 